# Olympe Pélissier

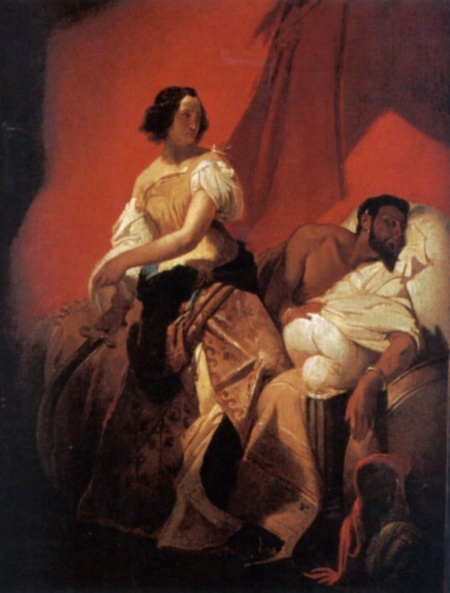
Estudio para Judit y Holofernes de Horace Vernet, para quien Pélissier modeló.

Olympe Pélissier (1797-1878) fue una modelo para artistas, cortesana y la segunda esposa del celebérrimo compositor italiano Gioachino Rossini. La pareja se casó el 16 de agosto de 1846.

## Biografía
Nació como hija ilegítima en París de una joven soltera, que luego se casó con Joseph Pélissier. Con quince años su madre la ofreció a un joven duque, que la instaló en una casita amueblada. El duque contrajo una enfermedad venérea y la abandonó. Su madre entonces la ofreció a un rico joven inglés, luego ella se independizó y empezó a buscarse amantes por su cuenta. Bajo la Restauración Francesa, Pélissier fue una figura notable en la sociedad de París, admirada por el Comte de Girardin, celebrando salones a los que asistía el Barón Schikler, y en 1830 manteniendo un romance con Honoré de Balzac. Después de que ella lo abandonara, Balzac quedó lleno de resentimiento y años más tarde se referiría a ella como "una malvada cortesana". Ella y Rossini se conocieron a finales de la década de 1830, después de la separación de él con su primera esposa, la cantante española Isabella Colbran, y Olympe se instaló en su casa, comenzó a cocinar para él y a manejar sus asuntos de negocios, aunque no se casaron hasta después de la muerte de Isabella en 1845. Una epidemia de cólera les llevó a mudarse  a Bolonia. Pero ella se sintió sofocada por el ambiente boloñés y se trasladaron a Milán, donde celebraron veladas musicales todos los viernes por la noche. Sin embargo, socialmente era vista como la amante, no como una esposa. Incluso Marie d'Agoult, que había abandonado a su marido para seguir a Franz Liszt, se mostró escéptica: "Rossini pasó el invierno en Milán con Mademoiselle Pélissier y trató de presentarla en sociedad, pero nunca la visitó ninguna dama de clase".
Viudo en 1845, se casaron en agosto de 1846 y se trasladaron a Florencia, donde vivieron siete años. La salud de Rossini se deterioró y Pélissier echaba de menos París, así que finalmente regresaron a la capital francesa en 1855. Se instalaron en un gran apartamento y retomaron sus veladas musicales, que se volvieron legendarias, con invitados como Alejandro Dumas hijo, Eugène Delacroix, Franz Liszt y Giuseppe Verdi. La pareja erigió una nueva villa en el entonces suburbio de Passy en 1859. Rossini murió rico en 1868, lo que permitió una vida cómoda a Pélissier hasta su propia muerte el 22 de marzo de 1878.
Críticos afirman que Honoré de Balzac se inspiró en Olympe Pélissier para el despiadado personaje de La Mujer sin corazón o Feodora en la novela de 1831 La Peau de chagrin (en español: La piel de zapa o La piel mágica). Mientras otros críticos sostienen que se trata de todo un grupo de mujeres en la vida de Balzac, entre ellas Pélissier.
En ficción, aparece en el film francés de 1974 Eugène Sue, interpretada por Claudine Coster.